# Nyla Burgess
Nyla Raeleen Burgess (ur. 9 czerwca 2002) – kanadyjska zapaśniczka walcząca w stylu wolnym. 
Srebrna medalistka mistrzostw panamerykańskich w 2025. Druga na igrzyskach frankofońskich w 2023. Mistrzyni panamerykańska juniorów w 2021 i druga w 2022; trzecia wśród kadetów w 2017 i 2019 roku. 